# Електрична индукција
У физици, електрична индукција или вектор диелектричног помераја је векторско поље D које се јавља у Максвеловим једначинама. У вези је са појавом везаних наелектрисања у диелектрицима. „D“ је почетно слово енглеске речи „displacement“ што значи померај, као у сродном примеру струје диелектричног помераја.

## Дефиниција
У општем случају, D је дефинисано релацијом:
{\displaystyle \mathbf {D} =\varepsilon _{0}\ \mathbf {E} \ +\ \mathbf {P} }
где је E електрично поље, {\displaystyle \varepsilon _{0}} је пермитивност вакуума, а P је вектор јачине поларизације материјала.
У већини уобичајених материјала, D се може прорачунати једноставнијом формулом:
{\displaystyle \mathbf {D} =\varepsilon \mathbf {E} }
где {\displaystyle \varepsilon } пермитивност материјала; у линеарном изотропном медијуму биће константа, а у линеарном анизотропном медијуму биће тензор другог реда (матрица).

## Електрична индукција у кондензаторима
Посматрајмо бесконачни плочасти кондензатор смештен у простор без слободних наелектрисања, сем оних на плочама кондензатора. У СИ јединицама, густина наелектрисања на плочама једнака је вредности поља D између плоча. Ово произилази из Гаусовог закона, када се изврши интеграција по малој квадратној површи која уоквирује плочу кондензатора:
{\displaystyle \oint _{S}\mathbf {D} \cdot d\mathbf {S} =Q}
Део квадратне површи унутар плоче кондензатора нема поље па је интеграл по том делу површи једнак нули. Са стране квадратне површи поље је паралелно са површи, односно, поље је нормално на вектор површи {\displaystyle d\mathbf {S} }, тако да је и тај део интеграла једнак нули, остављајући:
{\displaystyle |\mathbf {D} |={\frac {Q}{S}}}
што је густина налектрисања на плочама кондензатора.

## Јединице
У стандардном СИ систему јединица, D има јединицу кулон по квадратном метру (C/m2).
Овакав избор јединица резултује најједноставнијим обликом Ампер-Максвелове једначине:
{\displaystyle \nabla \times \mathbf {H} =\mathbf {J} +{\frac {\partial \mathbf {D} }{\partial t}}}
Ако би се B и H изражавало у теслама, а E и D изражавало у њутнима по кулону, онда би формула имала следећи облик:
{\displaystyle \nabla \times \mathbf {H} =\mu _{0}\mathbf {J} +{\frac {1}{c^{2}}}{\frac {\partial \mathbf {D} }{\partial t}}}
Стога је пожељније да се B и H, као и D и E изражавају у различитим јединицама.